# Зайко Зеба
Зайко Зеба (босн. Zajko Zeba, нар. 22 травня 1983, Сараєво, СФРЮ) — боснійський футболіст, півзахисник, фланговий півзахисник клубу «Желєзнічар». Виступав за національну збірну Боснії і Герцеговини.

## Клубна кар'єра
Вихованець футбольної школи клубу «Желєзнічар».
У дорослому футболі дебютував 2002 року виступами за команду клубу «Олімпік» (Сараєво), в якій провів один сезон.
Згодом з 2003 по 2005 рік грав у складі команд клубів «Бротньо», «Желєзнічар» та «Зріньскі».
Своєю грою за останню команду привернув увагу представників тренерського штабу клубу «Марибор», до складу якого приєднався 2005 року. Відіграв за команду з Марибора наступні два сезони своєї ігрової кар'єри. Більшість часу, проведеного у складі «Марибора», був основним гравцем команди.
Протягом 2007—2016 років захищав кольори клубів «КАМАЗ-Чалли», «Аланія», «Желєзнічар», «Спліт», «Олімпія» (Любляна), «Олімпік» (Сараєво), «Шкендія» та «Слобода» (Тузла).
До складу клубу «Желєзнічар» приєднався 2017 року.

## Виступи за збірну
2005 року дебютував в офіційних матчах у складі національної збірної Боснії і Герцеговини.

## Досягнення
«Желєзнічар»
- Прем'єр-ліга
  -  Чемпіон (1): 2011/12

- Кубок Боснії і Герцеговини
  -  Володар (3): 2010/11, 2011/12, 2017/18